# 13-й уланский полк (Австро-Венгрия)
13-й уланский полк, полное название 13-й императорский и королевский галицийский уланский полк имени фон Бём-Эрмоли (нем. K.u.k. Galizisches Ulanen-Regiment „von Böhm-Ermolli“ Nr. 13) — кавалерийский полк Императорских и королевских уланов Австро-Венгрии.

## История

### Становление
Образован 17 января 1860 года высочайшим повелением кайзера из 4 дивизионов 1-го, 2-го, 8-го и 10-го уланских полков, а также добровольческого уланского полка Штоккерау. Четыре дивизиона были собраны в Весселе, Дьёндьёше, Раабе и Шарошпатаке, после чего отправились в Штоккерау. С 1862 года полк носит название 13-го уланского, в 1898 году получает почётное наименование имени фельдмаршала, графа Алоиза Паара, с 1913 года носит имя фельдмаршала Эдуарда фон Бём-Эрмолли.
Устав полка утверждён в 1862 году. Кавалеристы проходили очень долгое и тяжёлое обучение в Италии, занимаясь верховой ездой на труднопроходимой местности и обучаясь высшему мастерству выездки; также они обучались перепрыгивать барьеры и даже плавать.

### Австро-прусско-итальянская война
В 1866 году полк был переброшен под Верону[уточнить] перед началом Австро-пруссо-итальянской войны. В апреле месяце командовать резервной кавалерийской бригадой стал командир полка Пульц, а его место в полку занял подполковник Родаковский. В конце мая 4-й эскадрон был отозван в Клагенфурт, а с 1 мая 5-й эскадрон находился в Тироле[уточнить]. Оставшиеся эскадроны патрулировали реку Минчо. После того, как итальянцы перешли Минчо, полк отправился в Верону и с 24 июня в составе корпуса Пульца начал наступление на Виллафранку[уточнить]. В битве при Кустоцце полк неоднократно бросался на пехотные каре и кавалерийские позиции, проявляя удивительную храбрость, но понёс большие потери. Несколько раз эскадроны разбивали итальянцев под Тиролем. Пульц был награждён Военным орденом Марии Терезии, Родаковский — орденом Леопольда, ряд солдат и офицеров также был награждён медалями.

### Первая мировая война
В Первой мировой войне уланы сражались против армий России и Сербии: 21 августа 1914 года он отличился в бою под Ярославице. Позднее его переквалифицировали в пехотный полк, поскольку кавалерия стремительно стала терять свою роль.
В полку проходил службу эрцгерцог Вильгельм, известный как «Василь Вышиваный» и являвшийся кандидатом на престол Украины; командовал сотней.

## Описание полка

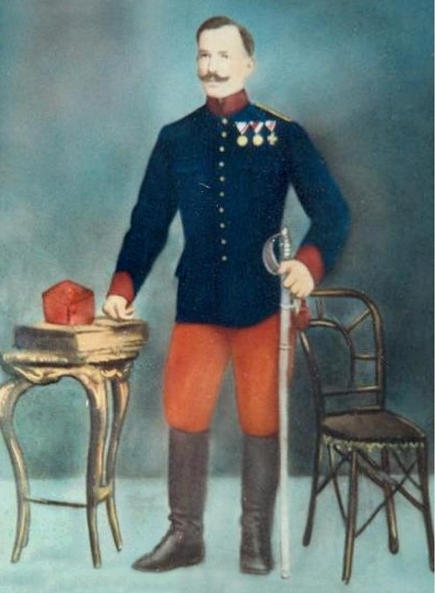
Улан 13-го полка

### Структура
- Подчинение: 11-й армейский корпус, 8-я кавалерийская дивизия, 15-я кавалерийская бригада.
- Национальный состав: 55 % русинов (украинцев), 42 % поляков, 3 % прочих национальностей[2].
- Языки: русинский (украинский) и польский.
- Состав: два дивизиона. До 1860 года были 1-й дивизион полковника, 2-й дивизион подполковника, 3-й дивизион майора и 4-й дивизион второго майора.

### Униформа
- 1860 год: бордовая татарка, светло-голубые мундир-уланка и брюки, красные лацканы, золотые кнопки
- 1868 год: пепельно-серая (с 1872 года тёмно-синяя) татарка, светло-голубая уланка, красные брюки и лацканы, золотые кнопки
- 1876 год: тёмно-синяя чапка, светло-голубая уланка, красные брюки и лацканы, золотые кнопки

## Гарнизоны
- 1860: Штоккерау
- 1862: Энс
- 1864: Клагенфурт / Удине
- 1865—1866: Верона
- 1866: Тарнополь
- 1869: Грудек
- 1874: Ланьцут
- 1879: Проссниц
- 1883: Гёдинг
- 1886: Лемберг
- 1888: Злочув
- 1914: штаб и 2-й дивизион — Злочув, 1-й дивизион — Зборув[3]

## Шефы
- 1860—1861: не было
- 1861: граф Людвиг Трани, принц обеих Сицилий
- 1886—1898: генерал кавалерии, граф Германн Ностиц-Ринек
- 1896—1898: не было
- 1898: фельдмаршал-лейтенант, граф Алоис Паар
- 1912: генерал кавалерии, Эдуард фон Бём-Эрмоли

## Командиры
- 1860: полковник Людвиг фон Пульц[4]
- 1866: полковник риттер Максимилиан фон Родаковский
- 1871: полковник Франц Сухдольский
- 1874: полковник риттер Зигмунд Гневош фон Олексув[5]
- 1879: полковник Франц Бенеш
- 1892: полковник Николаус Чеке де Сент-Дьёрдь
- 1883: полковник Карл фон Гильза
- 1885: полковник граф Эгмонт Липпе-Вейссенфельсский
- 1890: полковник Фердинанд Охль
- 1892: полковник Франц Нойхаус
- 1898: полковник Фридрих Яновский
- 1894: полковник риттер Оскар Кивиш фон Роттерау
- 1900: полковник Рихард Клаузниц
- 1903—1908: полковник Георг, эдлер фон Леманн
- 1909—1912: полковник риттер Станислав Наполеон Урсын-Прушински
- 1913/1914: подполковник граф Лейло Спаннокки